# Trevor Paglen

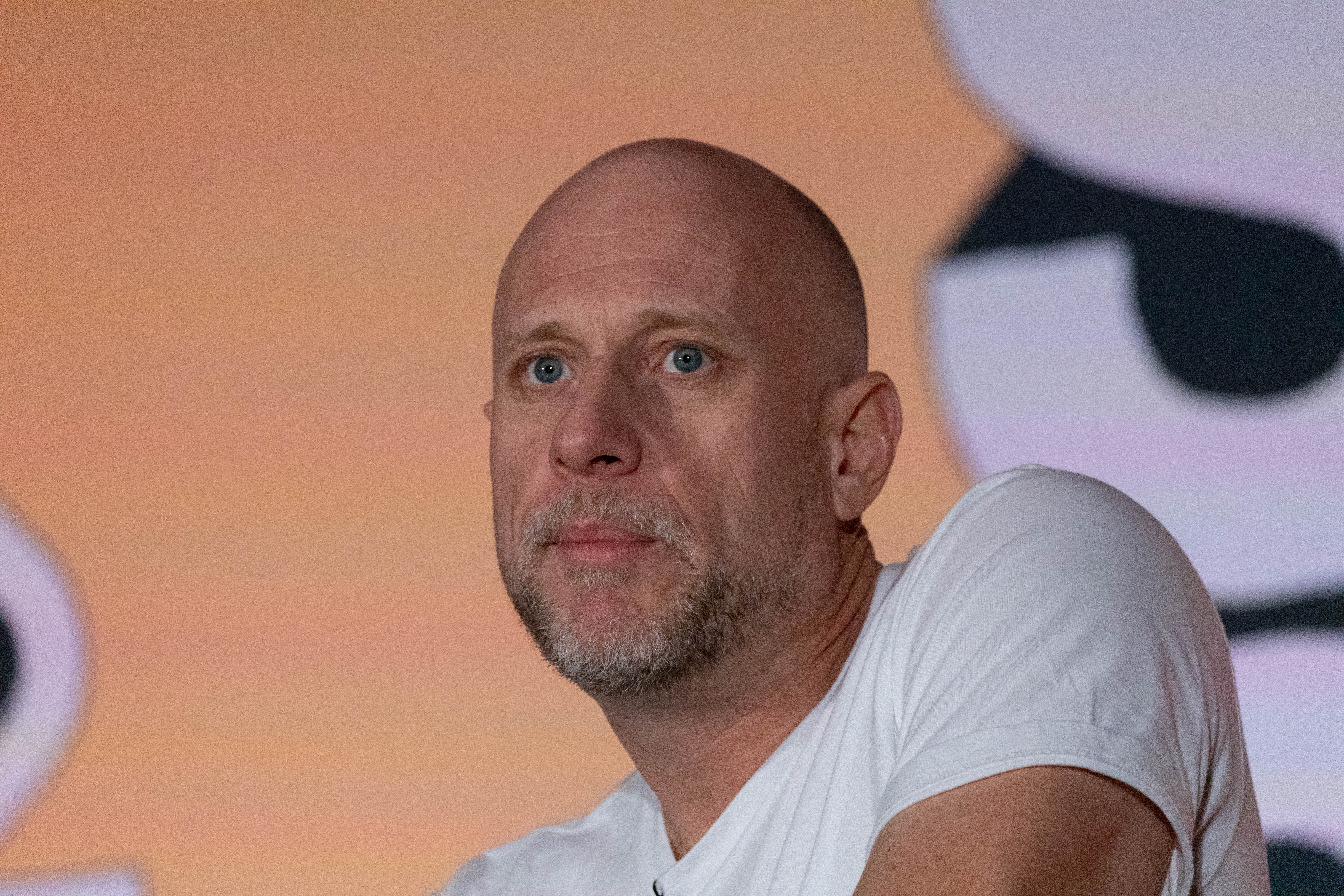
Trevor Paglen beim South by Southwest Film Festival 2019

Trevor Paglen (* 1974 in Maryland) ist ein US-amerikanischer Fotokünstler, Autor und Aktivist der politischen Linken, dessen Arbeiten sich hauptsächlich mit Militär und Geheimdiensten der USA beschäftigen.

## Leben
Nach einem religionswissenschaftlichen Studium und einem in Komposition an der University of California, Berkeley und einem Kunst- und Technologiestudium an der School of Art in Chicago promovierte Paglen 2008 in Geografie mit dem Schwerpunkt Neue Medien. Seitdem hat er einen Lehrauftrag an der University of California. Er wurde mit zahlreichen Preisen ausgezeichnet und nimmt an internationalen Einzel- und Gruppenausstellungen, an Vorträgen und öffentlichen Projekten teil.
Im Jahr 2008 widmete ihm das Berkeley Art Museum eine umfangreiche Einzelausstellung. Ein Jahr später nahm Paglen an der Biennale in Istanbul teil; 2010 stellte er in der Wiener Sezession aus.
Trevor Paglen lebt und arbeitet in New York City.

## Werk und Rezeption
Paglen geht in seiner Arbeit Phänomenen nach, die der Geheimhaltung unterliegen und deren Existenz der Öffentlichkeit verborgen bleiben soll. In seinen Bildern dokumentiert er unter anderem geheime Stützpunkte der amerikanischen Geheimdienste CIA und NSA sowie des Militärs, Spionagesatelliten am Nachthimmel, oder geheimdienstliche Aktivitäten.
Die Astrofotografien von Trevor Paglen zeigen Raumflugkörper vor einem Hintergrund von Sternen und Sternnebeln. Für dieses Projekt nutzte er die Beobachtungen eines internationalen Netzwerks von Satellitenbeobachtern. Mit Hilfe von Informatikern entwickelte er eine Software, die die orbitalen Bewegungen der geheimen Raumflugkörper darstellen kann.
Seine Fotografien geheimer Militäranlagen entstehen ebenfalls unter Zuhilfenahme astronomischer Instrumente. Die unzugänglichen Anlagen sind weiträumig abgesperrt und befinden sich in unbewohnten Gegenden. Paglens Aufnahmen entstehen mittels Präzisionteleskopen, die mit starken Brennweiten ausgestattet sind und den Betrachter an die Grenzen des Sehens führen. Das Wechselspiel zwischen Geheimhaltung und Enthüllung, Evidenz und Abstraktion zeichnen Paglens Arbeiten aus. Dabei möchte der Künstler sie nicht als „Beweise“ sehen, sondern als Mittel, um Aufmerksamkeit zu wecken.

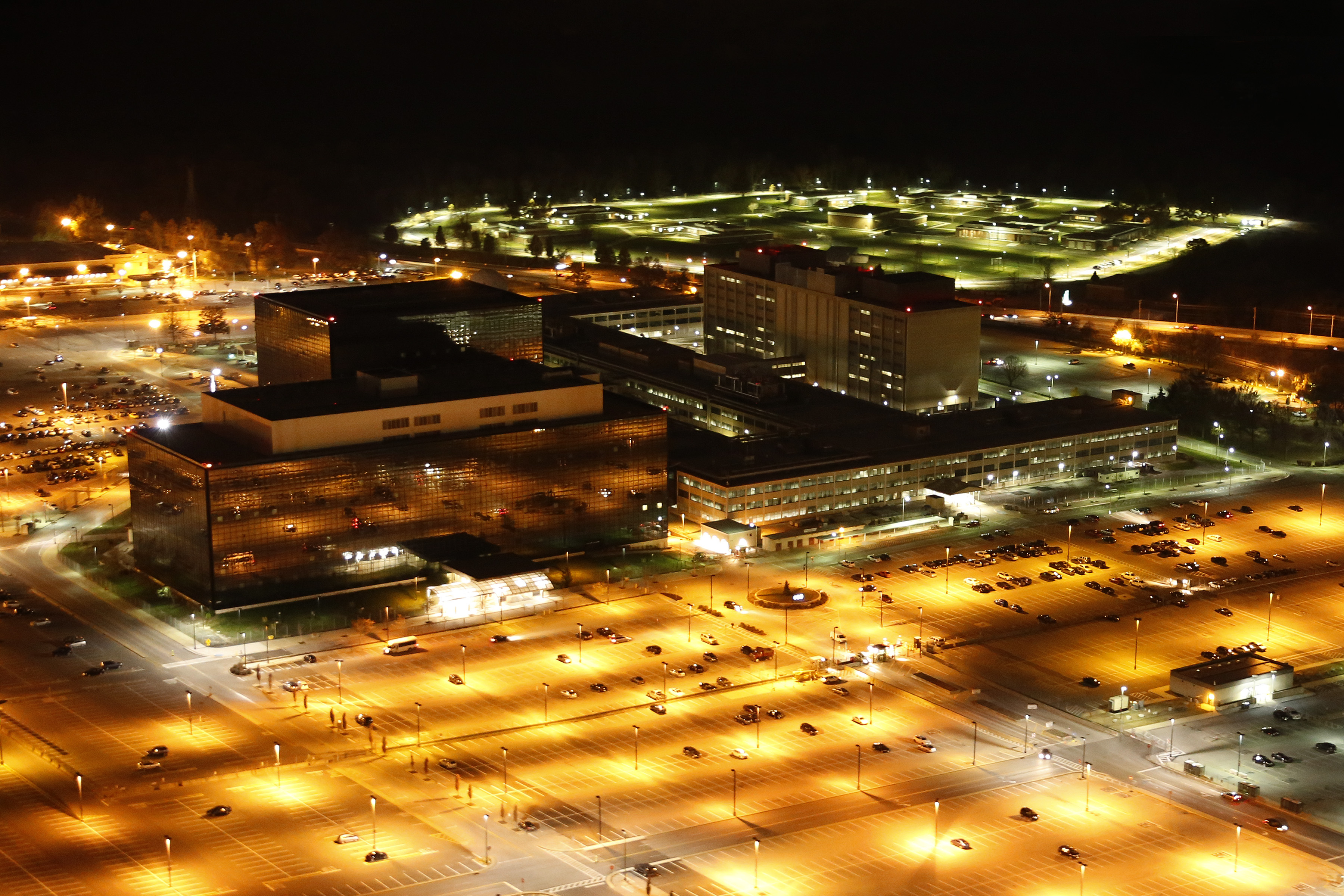
Hauptquartier der National Security Agency in Fort Meade, Maryland
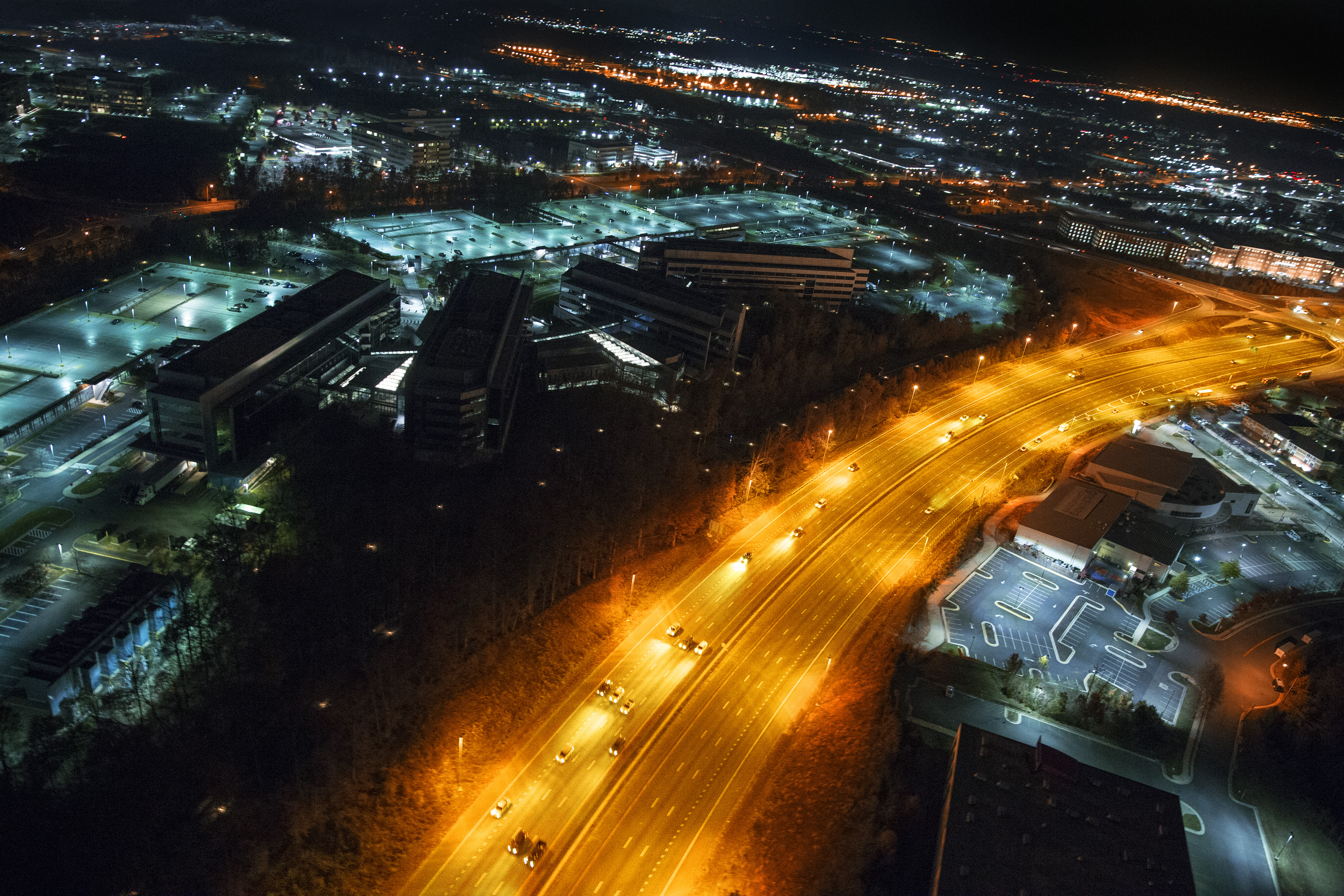
Hauptquartier des National Reconnaissance Office in Chantilly, Virginia
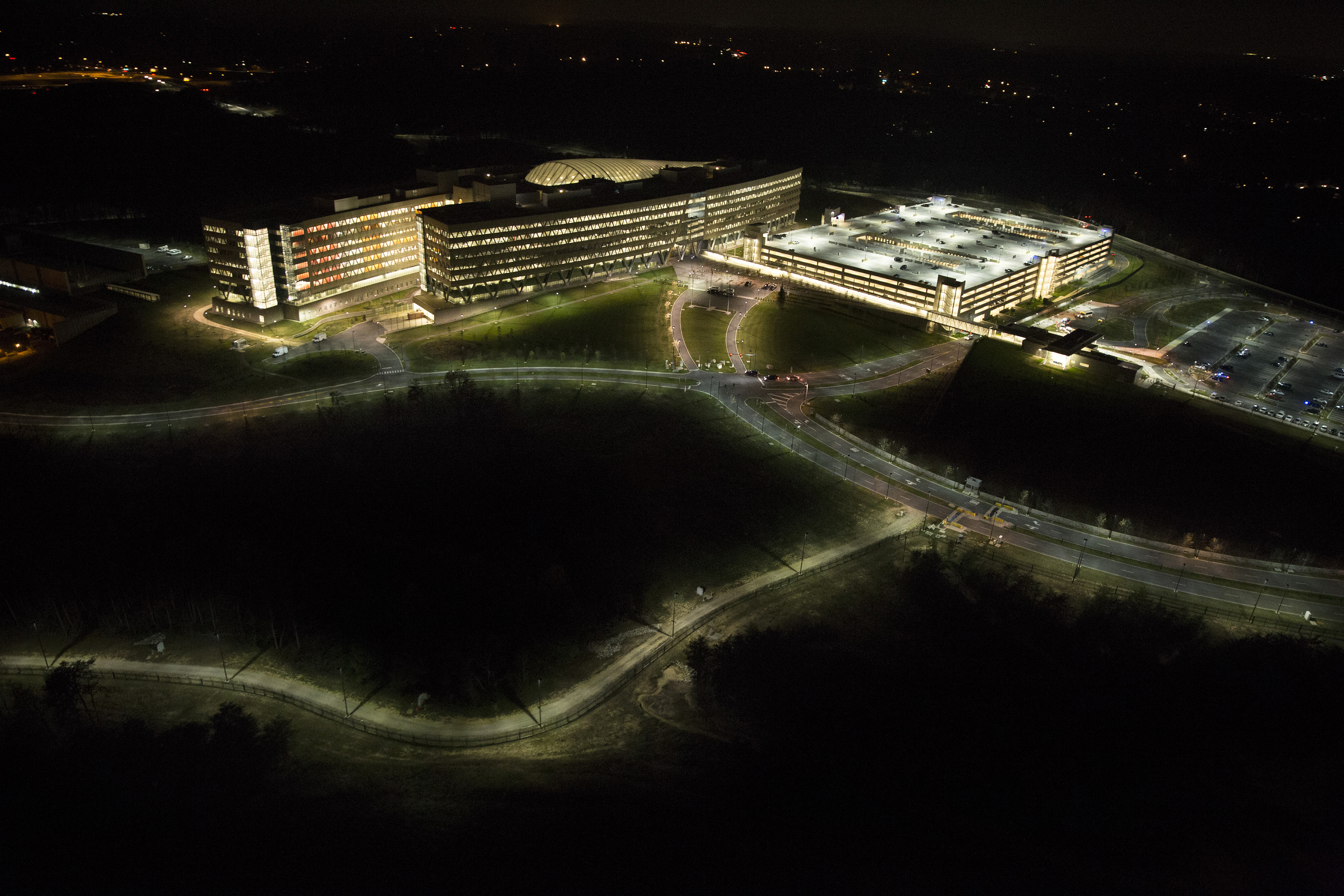
Hauptquartier der National Geospatial-Intelligence Agency in Springfield, Virginia

Anlässlich einer Ausstellung beim Frankfurter Kunstverein rief Paglen im Frühjahr 2015 im Rahmen eines Wettbewerbs dazu auf, geheimdienstliche Anlagen in Deutschland zu fotografieren.
Im Jahr 2015 verwendete er ein Stück Trinitit, ein künstliches Glas, das bei der ersten Atomexplosion 1945 auf einem militärischen Übungs- und Testgelände im US-Bundesstaat New Mexico aus geschmolzenem Sand zufällig entstand, im Inneren seines Kunstwerks Trinity Cube. Das Äußere des Kunstwerks besteht aus Glas, das bei der Nuklearkatastrophe von Fukushima geschmolzen ist. Paglen formte aus diesen beiden Bestandteilen einen 20 × 20 cm großen Würfel, den er im Rahmen der Ausstellung Don't Follow the Wind in der Sperrzone von Fukushima aufstellte. Erst nach Aufhebung der Sperrzone zu einem unbestimmten künftigen Zeitpunkt wird das Kunstwerk dort öffentlich zugänglich sein; bis dahin kann man es nur auf Fotografien betrachten.
2018 initiierte er das Weltraumkunstwerk Orbital Reflector, das ab Oktober etwa zwei Monate lang als Satellit die Erde umkreisen und dabei wie ein heller, sich bewegender Stern am Nachthimmel erscheinen soll.
Das Kunstwerk wurde im Dezember 2018 an Bord einer Falcon-9-Rakete gestartet und befindet sich in einem Kleinsatelliten in einer Erdumlaufbahn. Nach seiner Entfaltung sollte es etwa zwei Monate lang wie ein heller, sich bewegender Stern am Nachthimmel erscheinen. Wegen Verzögerungen durch die Haushaltssperre 2018/19 in den Vereinigten Staaten und eines Kontaktverlusts mit der Bodenstation musste der Satellit jedoch aufgegeben werden. Die Kosten für diese fehlgeschlagene Installation wurden mit 1,3 Millionen US-Dollar veranschlagt.

## Preise und Auszeichnungen
- 2015: Kulturpreis 2015 der Deutschen Gesellschaft für Photographie
- 2015: Oscar als Kameramann und Rechercheur für den Dokumentarfilm Citizenfour
- 2016: Deutsche Börse Photography Foundation Prize 2016
- 2017: MacArthur Fellowship[10]
- 2018: Nam June Paik Art Center Prize (dotiert mit 45.000 Dollar, entspricht circa 40.000 Euro)[11][12]

## Schriften (Auswahl)
- Torture Taxi: On the Trail of the CIA's Rendition Flights, Icon Books Ltd, 2007, ISBN 978-1-84046-830-4.
- Blank Spots on the Map: the Secret Geography of the Pentagon’s Black World. New York, 2009, ISBN 978-0-451-22916-8.
- A Compendium of Secrets, Ausst.-Kat., hrsg. v. Ute Riese und Kunsthalle Gießen, 2010.
- I Could Tell You But Then You Would Have to Be Destroyed By Me: Emblems from the Pentagon's Black World, Melville House, 2010, ISBN 978-1-935554-14-1.
- Invisible: Covert Operations and Classified Landscapes, Text: Rebecca Solnit. Aperture Foundation, 2010, ISBN 978-1-59711-130-0.
- The Last Pictures, University of California Press, 2012, ISBN 978-0-520-27500-3.

## Ausstellungen (Auswahl)
- 2008 The Other Night Sky, Berkeley Art Museum.
- 2009 A Compendium of Secrets, Köln.
- 2011 A Hidden Landscape, Aksioma, Ljubljana, Slowenien.
- 2012/2013 The Last Pictures,  New York.
- 2014: Gemeinschaftsausstellung Smart New World, unter anderem mit Kenneth Goldsmith, Kunsthalle Düsseldorf.
- 2015: The Octopus, Frankfurter Kunstverein, Frankfurt am Main.
- 2016: Gemeinschaftsausstellung: L’Image volée, hier Americas II, Bahamas Internet Cable System (BICS-1) und Globenet, Fondazione Prada, Mailand.[13]
- 2023: Trevor Paglen. Hide the Real, Show the False, Neuer Berliner Kunstverein, Berlin